# Dez Mandamentos do Dízimo
Os Dez Mandamentos do Dízimo ou Meus Dez Mandamentos do Dízimo é o nome dado ao conjunto de leis oficiosas elaboradas por agentes de pastoral da Igreja Católica no Brasil, estabelecidas de acordo com sua interpretação da Bíblia, para a contribuição do dízimo.
Há uma incerteza em relação ao novo nome a ser dado a eles, e até mesmo se eles ainda estão em vigor, pois com a promulgação em 2005 pelo Papa Bento XVI dos cinco mandamentos da Igreja (não confundir com os Dez Mandamentos da Lei de Deus) na sua forma atual, foi suprimido o termo "dízimos" do quinto mandamento (“pagar dízimos conforme o costume”), com a criação de uma nova redação (“Atender às necessidades materiais da Igreja, cada qual segundo as próprias possibilidades”).
Os Dez Mandamentos do Dízimo são (ou eram) os seguintes:
1 - Sou dizimista porque amo a Deus e amo o meu próximo. (II Coríntios 9:7);
2- Sou dizimista porque reconheço que tudo recebo de Deus. (Salmo 23; I Coríntios 4:7);
3- Sou dizimista porque minha gratidão a Deus me leva a devolver um pouco do muito que recebo. (Lucas 17:11–19);
4- Sou dizimista porque aceito como palavra de Deus o que leio na Bíblia. (Malaquias 3:10; Lucas 21:14);
5- Sou dizimista porque creio, e confio, em Deus Pai. (Mateus 6:25–31);
6- Sou dizimista porque o ato de partilha irá matando o meu egoísmo. (Lucas 12:16–21; I Pedro 4:8);
7- Sou dizimista porque creio na vida cristã em comunidade. (Mateus 18:20);
8- Sou dizimista porque Deus, o único pai rico, não quer ninguém passando necessidade. (Mateus 25:40);
9- Sou dizimista porque gosto de viver em liberdade e alegria. (João 14:1–5; Mateus 25:34);

10- Sou dizimista porque quero ver minha comunidade crescer e minha Igreja testemunhar o Evangelho de Jesus no mundo inteiro. (Mateus 28:19–20; Marcos 16:15). 
A Igreja Católica também possui uma "Oração dos Dizimistas" e realiza uma "Missa do Dizimista".